# Marianki (Dąbrowa Górnicza)
Marianki – od 1984 r. północno-zachodnie, niewielkie osiedle miasta Dąbrowa Górnicza. Znajduje się w dzielnicy Zielona-Pogoria.

## Geografia
Marianki położone są na trasie z Dąbrowy Górniczej (4,5 km od centrum miasta) do wsi Preczów (ul. Letnia) (z którą graniczy od zachodu) oraz dzielnicy Ratanic (z którą graniczy od północy), pomiędzy Czarną Przemszą (od zachodu) a dużym (ok. 500 ha) zbiornikiem Kuźnica Warężyńska (Pogoria IV) (od wschodu).
Uroczyste oddanie zbiornika do użytkowania odbyło się 25 sierpnia 2005 r.
Marianki zajmują 223 ha powierzchni. Mają charakter wiejski (domki jednorodzinne z ogródkami), a zabudowania skupiają się przy ulicach: Letniej i Marianki.
Najbliższy kościół rzymskokatolicki znajduje się w Preczowie - kościół bł. Michała Kozala, konsekrowany 1992 r. (parafia powstała w 1988).

## Historia
Nazwa Marianki pojawia się na mapach w 1890 r. Niegdyś była to wieś sołecka, należąca w latach 1867-1975 do powiatu będzińskiego, najpierw do gminy (i parafii) Wojkowice Kościelne, w latach 1950–1954 do gminy Ząbkowice, a w latach 1955–1972 r. do gromady Sarnów. Po likwidacji gromady 1 stycznia 1973 r. do gminy Siewierz. 15 marca 1984 r. wraz z sąsiednimi Ratanicami przyłączono do Dąbrowy Górniczej jako dzielnicę.